# Премия «Грэмми» за лучший альтернативный альбом
Премия «Грэмми» за лучший альтернативный альбом (англ. Grammy Award for Best Alternative Music Album) присуждается Национальной академией искусства и науки звукозаписи за «художественные достижения, техническое мастерство и значительный вклад в развитие звукозаписи без учёта продаж альбома и его позиции в чартах» ежегодно с 1991 года.
Учреждение премии в области альтернативной музыки обсуждалось Национальной академией с 1990 года. Главной задачей было определить, какая именно музыка имеет право называться альтернативной. Премия была представлена на 33-й церемонии «Грэмми» и вручена ирландской певице Шинейд О’Коннор за альбом I Do Not Want What I Haven’t Got. В этом же году был выдвинут и принят принцип, по которому должны отбираться работы номинантов: для получения награды вокальный или инструментальный альбом должен содержать не менее 51 % музыки, которую можно отнести к «альтернативной», «нетрадиционной» и «существующий вне мейнстрима музыкальной индустрии». В 1994 году премия изменила название на «Лучшая альтернативная запись». Нынешнее наименование было возвращено академией в 1999 году на 41-й церемонии награждения. Начиная с 2001 года премия вручалась не только исполнителю альбома, но и другим участникам записи: продюсерам, звукорежиссёрам и прочему персоналу.
Ниже представлен полный список всех лауреатов и номинантов на эту награду.

## Список победителей и номинантов

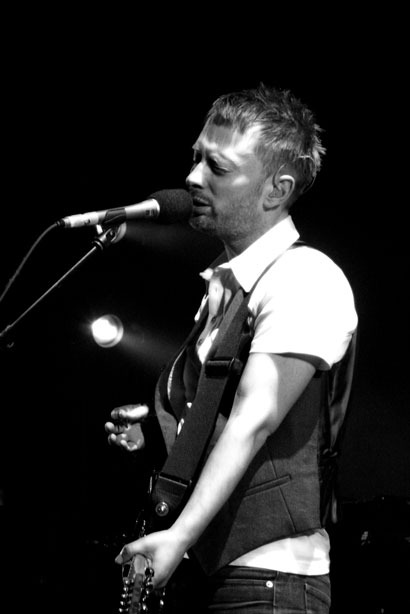
Том Йорк, вокалист Radiohead, группы обладательницы трех премий

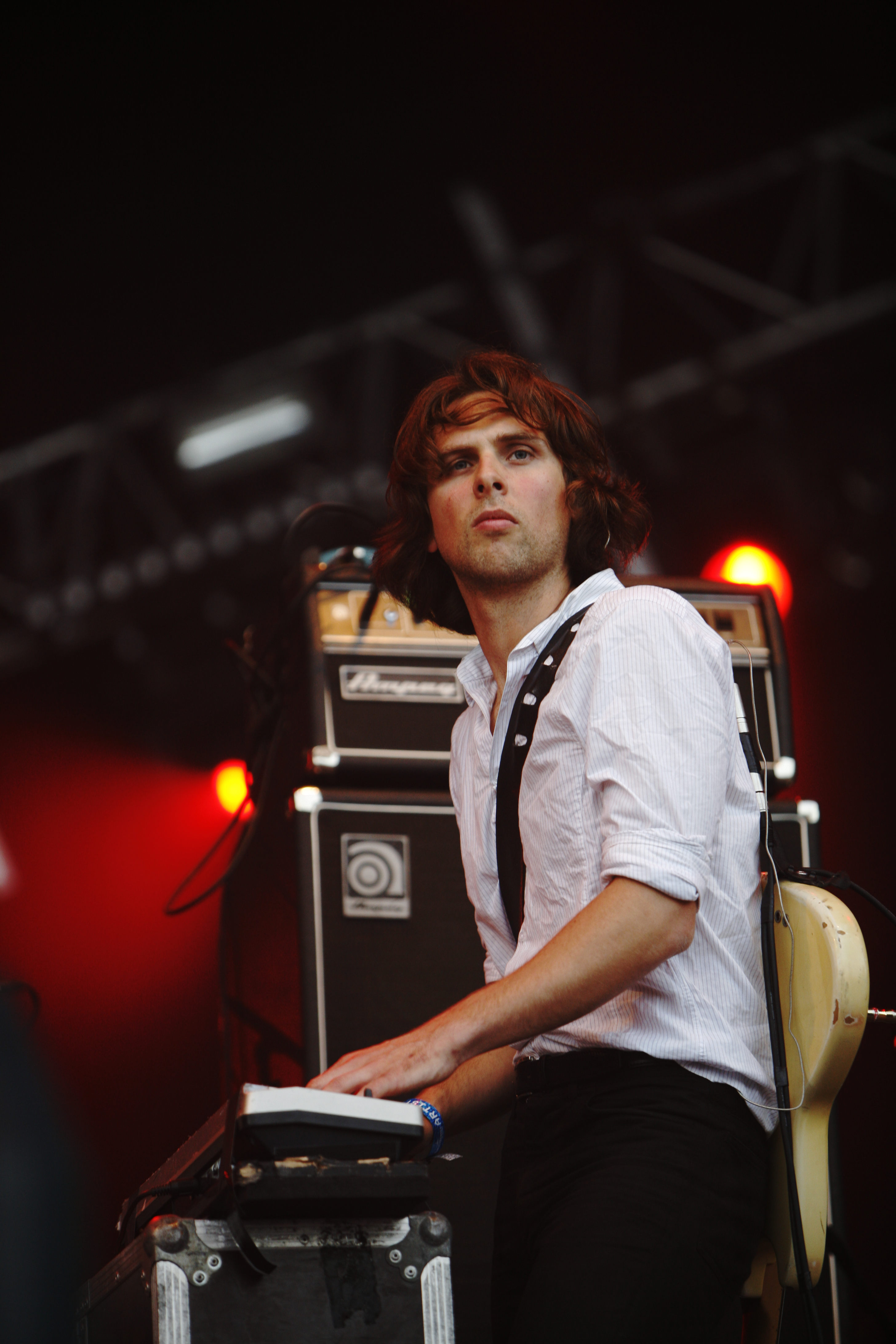
Бас-гитарист Дек Д’арси музыкального коллектива Phoenix, единственного французского лауреата премии

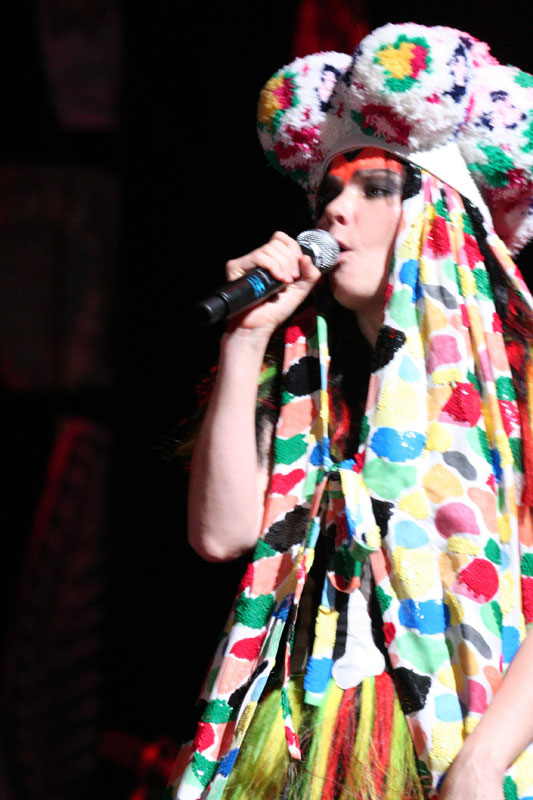
Лидер по числу номинаций без побед, исландская певица Бьорк

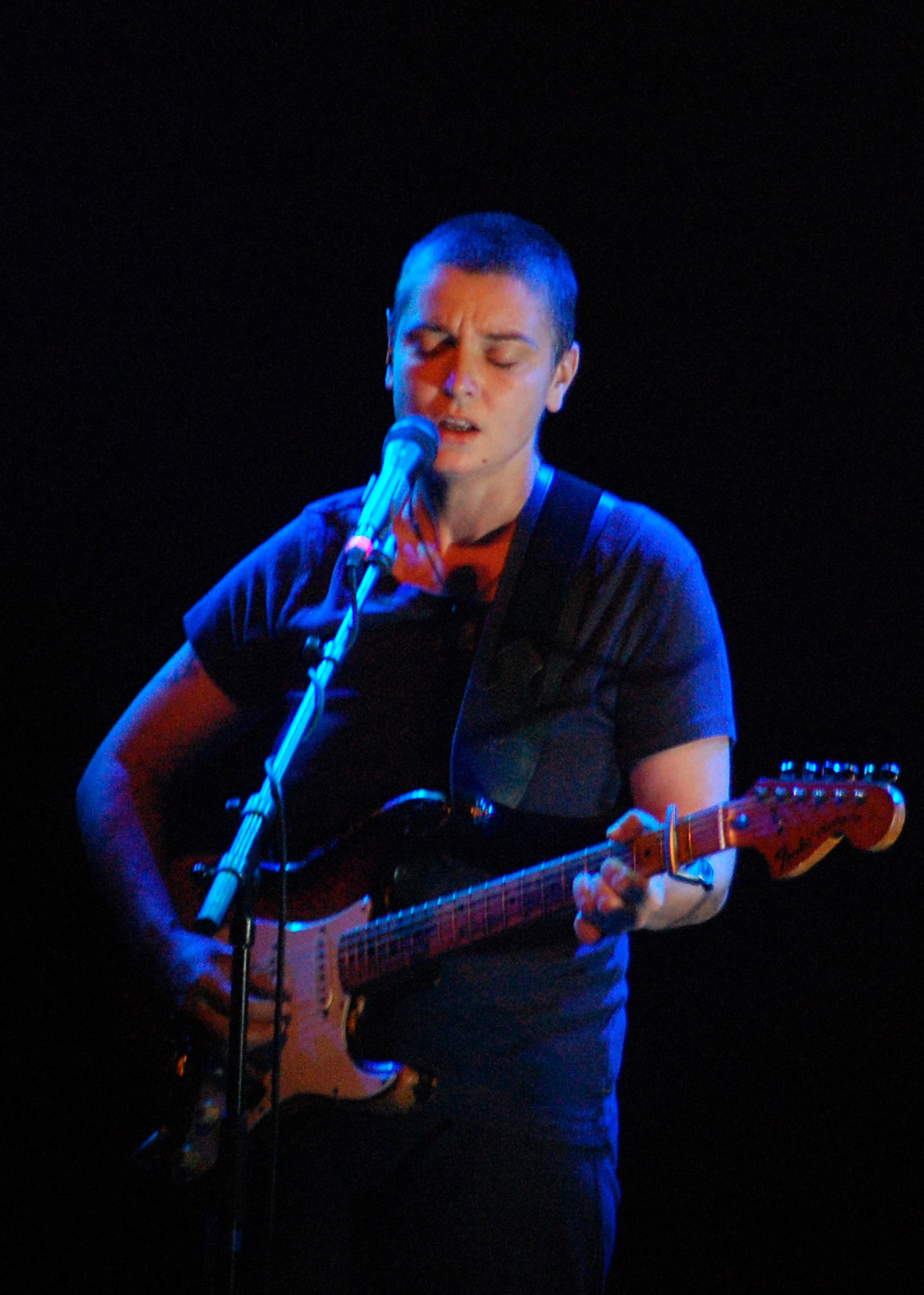
Шинейд О’Коннор — первая женщина, победившая в этой номинации

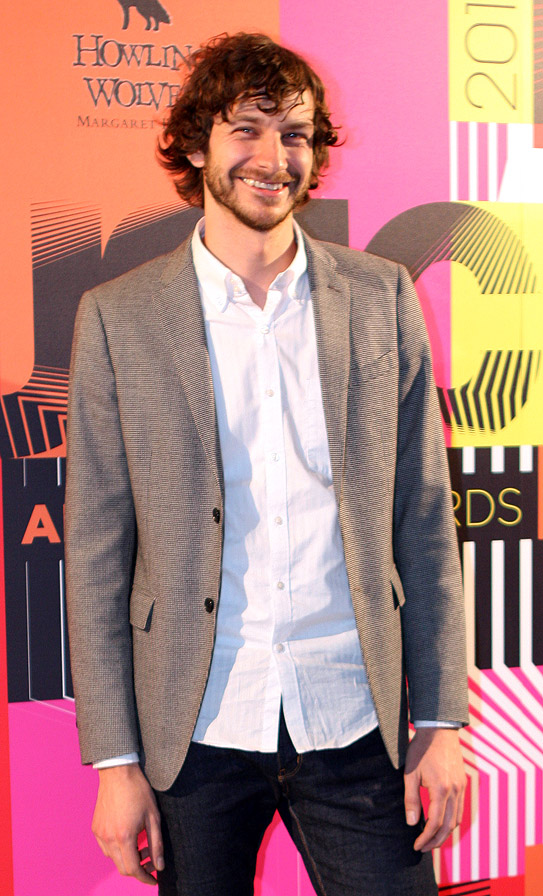
Лауреат премии за достижения в 2012 году — Готье

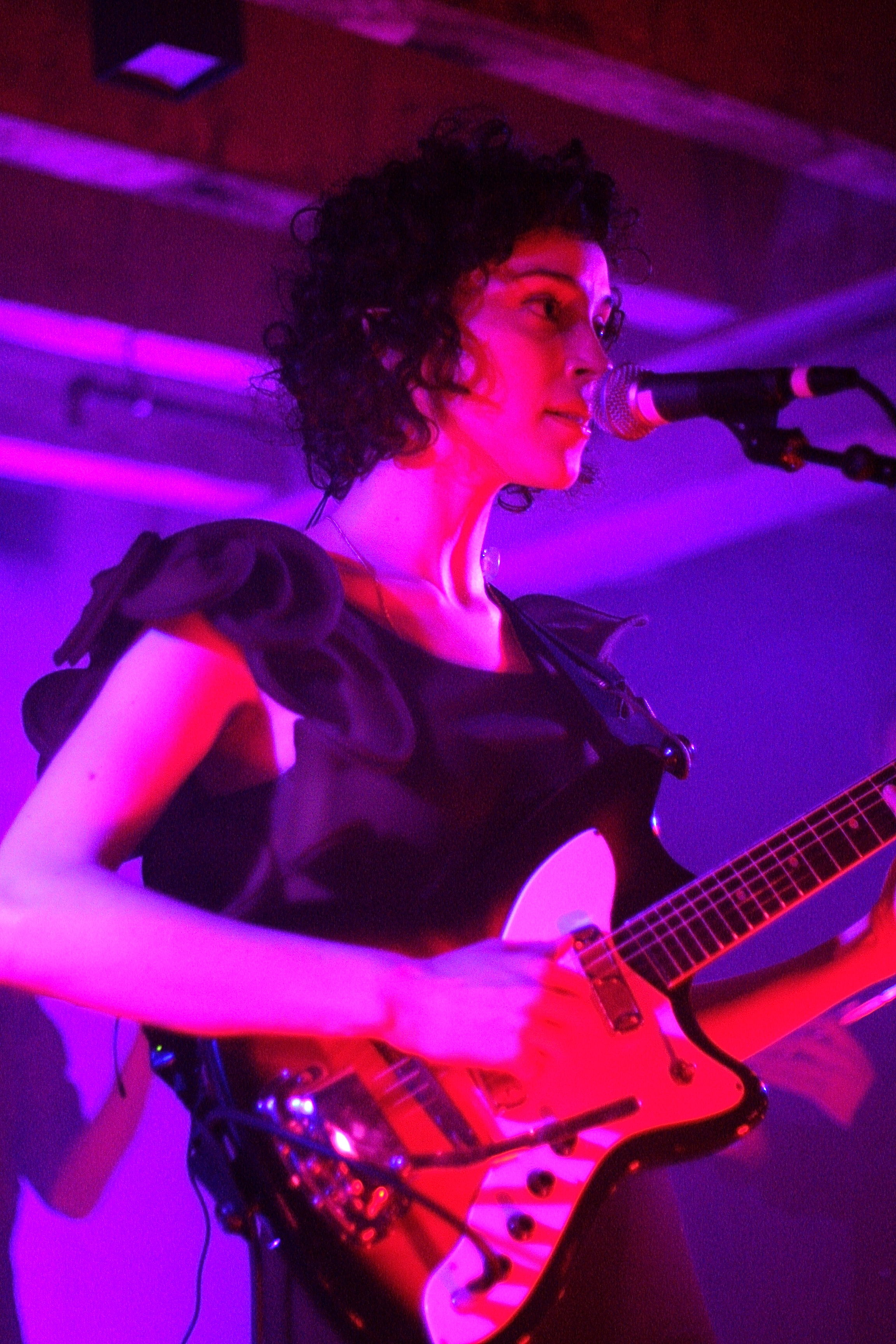
Победительница 2015 года — Энни Кларк

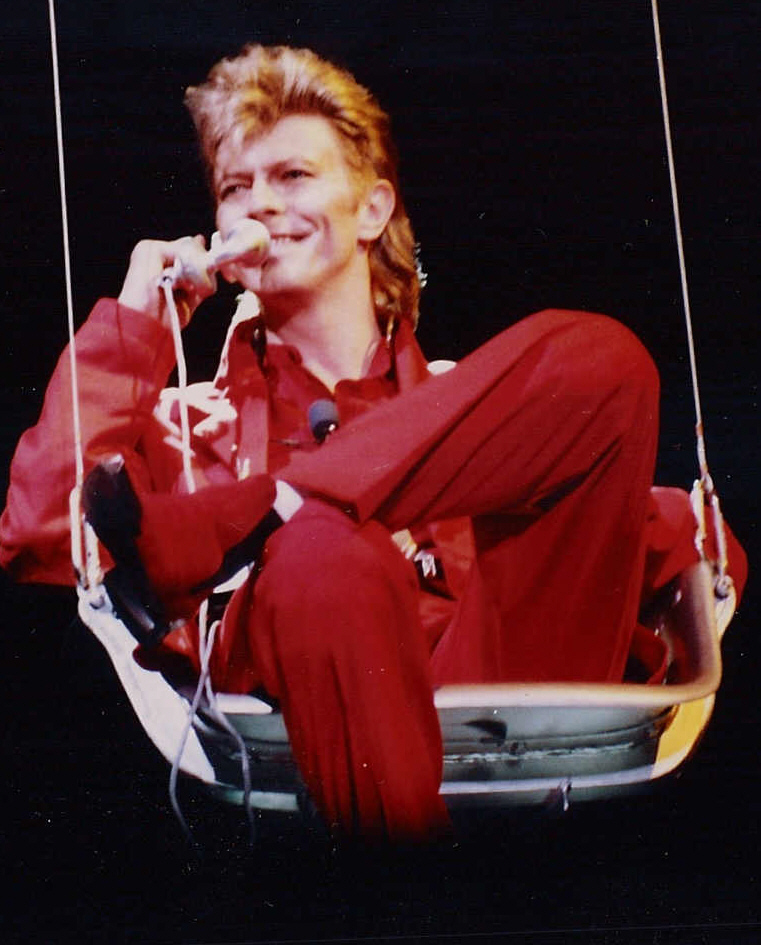
В 2017 году наградой был отмечен последний диск Дэвида Боуи Blackstar

| Год  | Победитель        | Страна               | Альбом                           | Номинанты | Ссылка        |
| ---- | ----------------- | -------------------- | -------------------------------- | --- | ------------- |
| 1991 | Шинейд О’Коннор   | Ирландия             | I Do Not Want What I Haven’t Got | - Лори Андерсон — Strange Angels - Кейт Буш — The Sensual World - The Replacements — All Shook Down - World Party — Goodbye Jumbo                                                                    | [ 7 ]         |
| 1992 | R.E.M.            | США                  | Out of Time                      | - Элвис Костелло — Mighty Like a Rose - Jesus Jones — Doubt - Nirvana — Nevermind - Ричард Томпсон — Rumor and Sigh                                                                                  | [ 8 ]         |
| 1993 | Том Уэйтс         | США                  | Bone Machine                     | - The B-52s — Good Stuff - The Cure — Wish - Моррисси — Your Arsenal - XTC — Nonsuch | [ 9 ]         |
| 1994 | U2                | Ирландия             | Zooropa                          | - Belly — Star - Nirvana — In Utero - R.E.M. — Automatic for the People - The Smashing Pumpkins — Siamese Dream                                                                                      | [ 10 ]        |
| 1995 | Green Day         | США                  | Dookie                           | - Тори Эймос — Under the Pink - Crash Test Dummies — God Shuffled His Feet - Сара Маклахлан — Fumbling Towards Ecstasy - Nine Inch Nails — The Downward Spiral                                       | [ 11 ]        |
| 1996 | Nirvana           | США                  | MTV Unplugged in New York        | - Бьорк — Post - Foo Fighters — Foo Fighters - PJ Harvey — To Bring You My Love - The Presidents of the United States of America — The Presidents of the United States of America                    | [ 12 ]        |
| 1997 | Бек               | США                  | Odelay                           | - Тори Эймос — Boys for Pele - Трейси Бонем — The Burdens of Being Upright - R.E.M. — New Adventures in Hi-Fi - The Smashing Pumpkins — Mellon Collie and the Infinite Sadness                       | [ 13 ]        |
| 1998 | Radiohead         | Великобритания       | OK Computer                      | - Бьорк — Homogenic - Дэвид Боуи — Earthling - The Chemical Brothers — Dig Your Own Hole - The Prodigy — The Fat of the Land                                                                         | [ 14 ]        |
| 1999 | Beastie Boys      | США                  | Hello Nasty                      | - Тори Эймос — From the Choirgirl Hotel - PJ Harvey — Is This Desire? - Radiohead — Airbag / How Am I Driving? - The Smashing Pumpkins — Adore                                                       | [ 15 ]        |
| 2000 | Бек               | США                  | Mutations                        | - Тори Эймос — To Venus and Back - Fatboy Slim — You’ve Come a Long Way, Baby - Моби — Play - Nine Inch Nails — The Fragile                                                                          | [ 16 ]        |
| 2001 | Radiohead         | Великобритания       | Kid A                            | - Фиона Эппл — When the Pawn... - Бек — Midnite Vultures - The Cure — Bloodflowers - Пол Маккартни — Liverpool Sound Collage                                                                         | [ 17 ]        |
| 2002 | Coldplay          | Великобритания       | Parachutes                       | - Тори Эймос — Strange Little Girls - Бьорк — Vespertine' - Fatboy Slim — Halfway Between the Gutter and the Stars - Radiohead — Amnesiac                                                            | [ 18 ]        |
| 2003 | Coldplay          | Великобритания       | A Rush of Blood to the Head      | - Бек — Sea Change - Clinic — Walking with Thee - Элвис Костелло — Cruel Smile - The Soundtrack of Our Lives — Behind the Music                                                                      | [ 19 ] [ 20 ] |
| 2004 | The White Stripes | США                  | Elephant                         | - The Flaming Lips — Fight Test - Radiohead — Hail to the Thief - Sigur Rós — ( ) - Yeah Yeah Yeahs — Fever to Tell                                                                                  | [ 21 ]        |
| 2005 | Wilco             | США                  | A Ghost Is Born                  | - Бьорк — Medúlla - Franz Ferdinand — Franz Ferdinand - PJ Harvey — Uh Huh Her - Modest Mouse — Good News for People Who Love Bad News                                                               | [ 22 ]        |
| 2006 | The White Stripes | США                  | Get Behind Me Satan              | - Arcade Fire — Funeral - Бек — Guero - Death Cab for Cutie — Plans - Franz Ferdinand — You Could Have It So Much Better                                                                             | [ 23 ]        |
| 2007 | Gnarls Barkley    | США                  | St. Elsewhere                    | - Arctic Monkeys — Whatever People Say I Am, That's What I'm Not - The Flaming Lips — At War with the Mystics - Yeah Yeah Yeahs — Show Your Bones - Том Йорк — The Eraser                            | [ 24 ]        |
| 2008 | The White Stripes | США                  | Icky Thump                       | - Лили Аллен — Alright, Still - Arcade Fire — Neon Bible - Бьорк — Volta - The Shins — Wincing the Night Away                                                                                        | [ 25 ]        |
| 2009 | Radiohead         | Великобритания       | In Rainbows                      | - Бек — Modern Guilt - Death Cab for Cutie — Narrow Stairs - Gnarls Barkley — The Odd Couple - My Morning Jacket — Evil Urges                                                                        | [ 26 ]        |
| 2010 | Phoenix           | Франция              | Wolfgang Amadeus Phoenix         | - Дэвид Бирн и Брайан Ино — Everything That Happens Will Happen Today - Death Cab for Cutie — The Open Door EP - Depeche Mode — Sounds of the Universe - Yeah Yeah Yeahs — It's Blitz!               | [ 27 ]        |
| 2011 | The Black Keys    | США                  | Brothers                         | - Arcade Fire — The Suburbs - Vampire Weekend — Contra - Band of Horses — Infinite Arms - Broken Bells — Broken Bells                                                                                | [ 27 ]        |
| 2012 | Bon Iver          | США                  | Bon Iver                         | - Death Cab for Cutie — Codes and Keys - Foster the People — Torches - My Morning Jacket — Circuital - Radiohead — The King of Limbs                                                                 | [ 28 ]        |
| 2013 | Готье             | Бельгия/ · Австралия | Making Mirrors                   | - Фиона Эппл — The Idler Wheel... - Бьорк — Biophilia - M83 — Hurry Up, We're Dreaming - Том Уэйтс — Bad as Me                                                                                       | [ 29 ]        |
| 2014 | Vampire Weekend   | США                  | Modern Vampires of the City      | - Никоу Кейс — The Worse Things Get, the Harder I Fight, the Harder I Fight, the More I Love You - The National — Trouble Will Find Me - Nine Inch Nails — Hesitation Marks - Tame Impala — Lonerism | [ 30 ]        |
| 2015 | St. Vincent       | США                  | St. Vincent                      | - Alt-J — This Is All Yours - Arcade Fire — Reflektor - Cage the Elephant — Melophobia - Джек Уайт — Lazaretto                                                                                       | [ 31 ]        |
| 2016 | Alabama Shakes    | США                  | Sound & Color                    | - Бьорк — Vulnicura - My Morning Jacket — The Waterfall - Tame Impala — Currents - Wilco — Star Wars                                                                                                 | [ 32 ]        |
| 2017 | Дэвид Боуи        | Великобритания       | Blackstar                        | - Bon Iver – 22, A Million - PJ Harvey – The Hope Six Demolition Project - Игги Поп – Post Pop Depression - Radiohead – A Moon Shaped Pool                                                           | [ 33 ] [ 34 ] |
| 2018 | The National      | США                  | Sleep Well Beast                 | - Arcade Fire — Everything Now - Gorillaz — Humanz - LCD Soundsystem — American Dream - Father John Misty — Pure Comedy                                                                              | [ 35 ]        |
| 2019 | Бек               | США                  | Colors                           | - Arctic Monkeys — Tranquility Base Hotel & Casino - Бьорк — Utopia - Дэвид Бирн — American Utopia - St. Vincent — Masseduction                                                                      | [ 36 ] [ 37 ] |
| 2020 | Vampire Weekend   | США                  | Father of the Bride              | - Big Thief — U.F.O.F. - Джеймс Блейк — Assume Form - Bon Iver — I,I - Том Йорк — Anima | [ 38 ]        |
| 2021 | Фиона Эппл        | США                  | Fetch the Bolt Cutters           | - Бек – Hyperspace - Фиби Бриджерс – Punisher - Бриттани Ховард – Jaime - Tame Impala – The Slow Rush                                                                                                | [ 39 ]        |
| 2022 | St. Vincent       | США                  | Daddy’s Home                     | - Fleet Foxes – Shore - Холзи – If I Can’t Have Love, I Want Power - Japanese Breakfast – Jubilee - Arlo Parks – Collapsed in Sunbeams                                                               | [ 40 ]        |

## Рекорды
Рекордсменами по количеству побед на 2019 год являются The White Stripes, Бек и Radiohead. При этом последние имеют также наибольшее количество номинаций на премию. Все их альбомы, начиная с OK Computer, номинировались на данную премию. За все время существования номинации, всего два раза победу одерживали сольные исполнительницы, в 1991 году Шинейд О’Коннор и в 2015 году St. Vincent. Чаще всего награду получали американские исполнители (17 раз) и только пять раз британцы. Рекордсменом по количеству номинаций без побед является Бьорк, следом за ней идут Тори Эймос и коллектив Arcade Fire.
- Больше всего побед

| Количество побед | Три                             | Две                      |
| ---------------- | ------------------------------- | ------------------------ |
| Исполнитель      | Radiohead The White Stripes Бек | Coldplay Vampire Weekend |

- Больше всего номинаций

| Количество номинаций | Восемь          | Семь | Пять                   |
| -------------------- | --------------- | ---- | ---------------------- |
| Исполнитель          | Radiohead Бьорк | Бек  | Тори Эймос Arcade Fire |